# Valeriana edulis
Valeriana edulis là một loài thực vật có hoa trong họ Kim ngân. Loài này được Nutt. miêu tả khoa học đầu tiên năm 1841.